# Jérôme Rousse-Lacordaire
Pour les articles homonymes, voir Lacordaire et Rousse.
Jérôme Rousse-Lacordaire, né à Paris le 17 janvier 1962, est un dominicain, théologien et historien.

## Biographie
Titulaire d'un DEA de droit privé (Paris I), d'un DEA en sciences des religions (EPHE), d'un diplôme de bibliothécaire-documentaliste, et d'un doctorat en théologie (2005), il a enseigné à l'Institut catholique de Paris (Institut de science et de théologie des religions), à l'université de Lorraine et à celle de Lausanne.
Il s'intéresse aux rapports entre ésotérisme et christianisme ainsi qu'entre franc-maçonnerie et christianisme. Il collabore notamment à la Revue des Sciences philosophiques et théologiques (« Bulletin d'histoire des ésotérismes ») et à Renaissance Traditionnelle. Il est rédacteur en chef de la revue Politica Hermetica. Après avoir été directeur de la Bibliothèque du Saulchoir (jusqu'en 2011), puis éditeur aux Éditions du Cerf (secteur ecdotique et érudition), il est depuis 2014 producteur délégué à France Culture (La Messe).
Jean-Pierre Bacot le juge « très féru de kabbale chrétienne » et « assez proche de la Grande loge de France ou de la Grande loge nationale française ».

## Publications
- Rome et les francs-maçons : histoire d'un conflit, Paris, Berg International, 1996.
- Antimaçonnisme, Puiseaux, Éditions Pardès, 1998, 2e édition 2003.
- Jésus dans la tradition maçonnique : rituels et symbolismes du Christ dans la franc-maçonnerie française, Paris, Desclée, 2003.
- avec Guy Bedouelle, Henri-Jérôme Gagey et Jean-Louis Souletie, Une République, des religions : pour une laïcité ouverte, Paris, Éditions de l’Atelier, 2003,.
- avec Jean-Pierre Brach (dir.), Études d'histoire de l'ésotérisme, Paris, Éditions du Cerf, 2007,  (ISBN 978-2-204-08210-5).
- Ésotérisme et christianisme. Histoire et enjeux théologiques d'une expatriation, Paris, Éditions du Cerf, 2007,  (ISBN 978-2-204-08330-0).
- Corps, âme et esprit par un catholique, Grenoble, Le Mercure Dauphinois, 2007.
- Une controverse sur la magie et la kabbale à la Renaissance, Genève, Librairie Droz, 2010.
- Une fraternité à l’honneur du Saint-Esprit : le Liber articulorum des prêtres de Lodève, Lavis, La Finestra editrice, 2011.
- L’Ésotérisme, Namur, Fidélité, 2014.
- Esquisse de la kabbale chrétienne (introduction, traduction et annotation), Paris, Les Belles Lettres, 2018.
- La Mémoire des étoiles : disparitions, Gollion, Infolio, 2019.